# Richard-Ginori
Richard-Ginori är en italiensk porslinstillverkare. Bolaget grundaes som Manifattura di Doccia av markisen Carlo Ginori i Sesto Fiorentino 1735. 1896 slogs verksamheten samman med Milan-baserade Augusto Richard varpå namnet Richard-Ginori antogs. Richard-Ginori ägs sedan 2013 av Gucci.
Gio Ponti var verksam på Richard-Ginori.